# Martin Howald
Martin Howald, schweizisk orienterare som tog brons i stafett vid VM 1985.